# Гурдов, Павел Васильевич
Павел Васильевич Гурдов (1882—1915) — русский военный, капитан РИА (посмертно).

## Биография

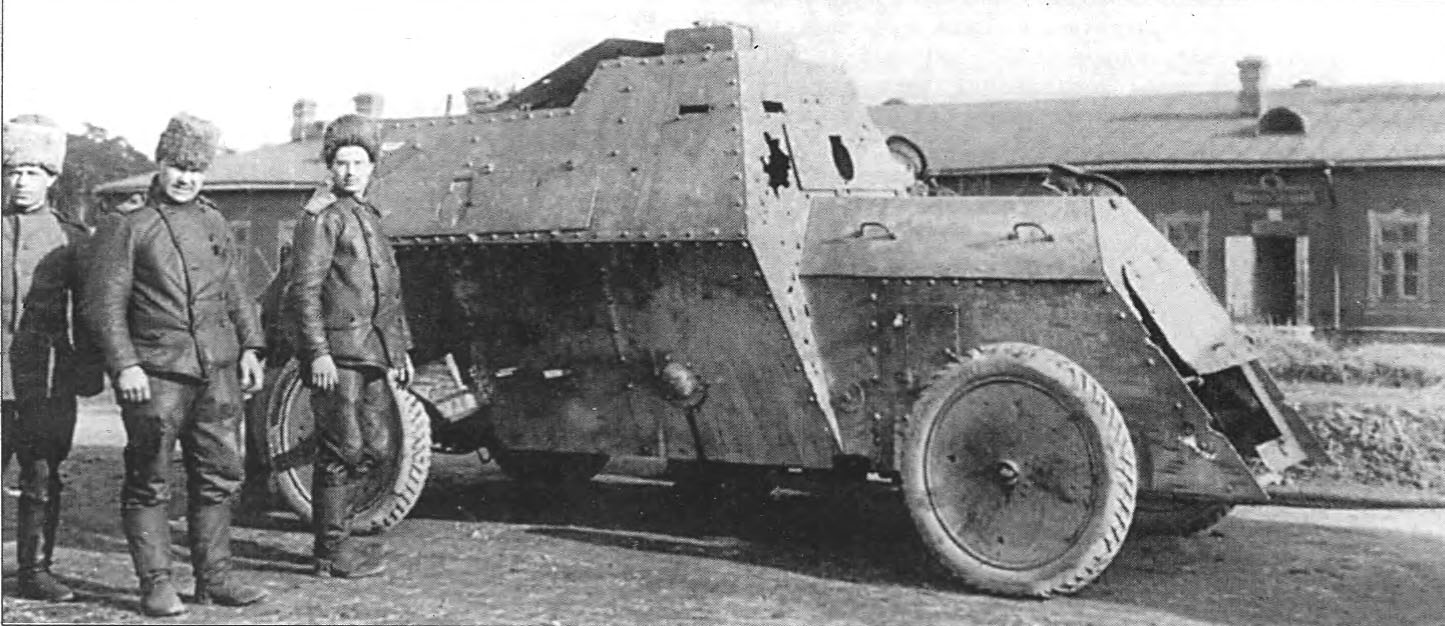
Бронеавтомобиль «Руссо-Балт тип С» № 7 1-й автопулемётной роты, повреждённый в бою под Добржанково а. На этой машине был убит штабс-капитан П. В. Гурдов

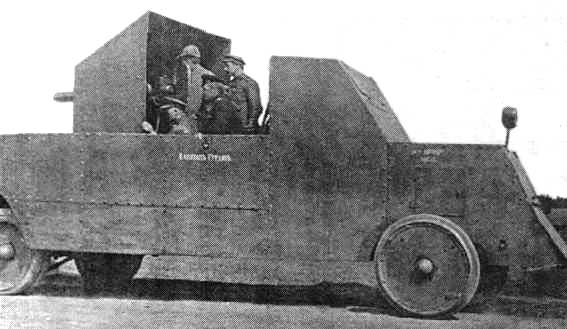
Бронеавтомобиль «Капитан Гурдов»

Родился 17 октября 1882 года в городе Петровске Дагестанской области в семье управляющего Бакинского агентства пароходного общества «Кавказ и Меркурий», капитана 1-го ранга в отставке — Василия Гурдова.
Окончив Бакинскую классическую гимназию и реальное училище, в 1902 году поступил в Николаевское инженерное училище, которое окончил в 1905 году по первому разряду. Получив чин подпоручика, Павел Гурдов был определён на службу в Свеаборгскую крепостную минную роту. В этом же году, во время Первой русской революции, командовал группой водолазов, которые обследовали обломки севшего на мель в 22 километрах к северу от финского города Якобстада британского парохода «Джон Графтон», везшего оружие революционерам. «Джон Графтон» был взорван по решению его владельцев. За хорошо выполненную задачу Гурдов вместе с другими офицерами был удостоен благодарности Государя.
В 1906 году был переведён в Петербург и зачислен в состав офицерской электротехнической школы, которую блестяще окончил в 1908 году. В звании поручика был оставлен в ней в качестве преподавателя, проработав в школе четыре года. В 1912 году Гурдов занялся подводным делом  и в чине штабс-капитана продолжил свое образование, поступив на курсы подводного плавания. По их окончании стал офицером подводного плавания и вернулся к преподавательской работе в офицерской электротехнической школе, а также в Николаевском инженерном училище. В это время увлёкся автомобилями, появившимися в России.
Полагал стать подводником и плавать на подводных лодках, но начавшаяся Первая мировая война нарушила его планы. В 1914 году П. В. Гурдов оставил преподавательскую деятельность и вместе с полковником А. Н. Добржанским занялся изготовлением первых российских бронеавтомобилей в цехах Ижорского завода, сумев к октябрю 1914 года ввести в строй восемь таких боевых машин. По собственному желанию Гурдов отправился на фронт, будучи зачисленным командиром взвода в только что созданную 1-ю автомобильную пулемётную роту, направившуюся в Варшаву. В ноябре 1914 года в составе 4-го взвода роты вступил в бой пехотой противника, отличившись в боях под городом Лодзь.
В январе 1915 года взвод штабс-капитана Гурдова был отправлен в распоряжение 1-го Сибирского армейского корпуса. 12 февраля Гурдов вызвался помочь русской пехоте, которая вела бой за деревню Добржанково. В этом бою он погиб, посмертно получив чин капитана.
Тело героя было доставлено в Петроград. Отпевали Павла Васильевича Гурдова в церкви Михаила Архангела в Инженерном замке. Был похоронен 18 февраля (3 марта по новому стилю) на кладбище Александро-Невской Лавры.
Весной 1915 года один из бронеавтомобилей «Паккардов» 1-й автомобильной пулемётной роты (№ 20) получил название «Капитан Гурдов» в честь погибшего офицера.

## Награды
- Был награждён орденами Св. Станислава 3-й степени с мечами (1908), Св. Анны 4-й степени и Георгиевским оружием (1915, посмертно), а также орденом Св. Георгия 4-й степени («за то, что в боях под п. Пабьянице 20 и 21 ноября 1914 года с 4 бронеавтомобилями выдвинулся вперёд по шоссе Ласк без прикрытия и, приблизившись на 150 шагов к наступающей колонне противника, нанёс ей большой урон и привёл её в полное расстройство, продолжая действовать несмотря на то, что штабс-капитан Гурдов и все пулемётчики были ранены, причём все автомобили, хотя и повреждены, были вывезены из боя»)[2].